# جون ألين وليامز
جون ألين وليامز (بالإنجليزية: John Allen Williams) هو عالم سياسة أمريكي، ولد في 1945.

## وصلات خارجية
- جون ألين وليامز على موقع IMDb (الإنجليزية)